# 大审院
大审院设立于日本明治时期初期。直至最高裁判所设立为止，大审院一直是日本近代（19世紀末-二次世界大戰結束時）的最高法院。

## 简介

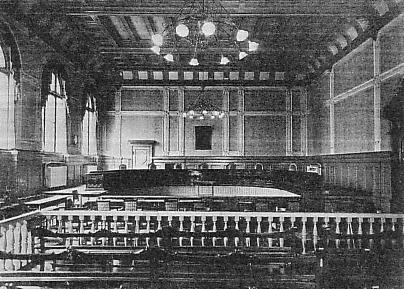
大審院的法庭

大审院以法国的翻案法院（法語：Cour de cassation）为模范，主要负责民事诉讼和刑事诉讼案件的终审，但其管辖范围不包括特別裁判所（《大日本帝国宪法》第60条。皇室裁判所、军法会议等。）及行政裁判所（上述宪法第61条）管辖的案件。其地位相当于现代的最高裁判所，其首长为大审院长。
大审院受理的终审案件包括全部上訴案件及控诉院等提出的对于决定或命令的抗告，其受理的一审终审案件包括《刑法》中规定的对皇室的犯罪（不敬罪等。根据昭和22年《刑法》修正案，上述罪名被废除。）、关于内乱的犯罪、皇族成员的犯罪中应处以禁锢以上刑罚的案件的预审及判决（《裁判所构成法》第50条）。
1921年（大正10年）之前大审院作出的重要判例均收录于《大审院判决录》（民录和刑录），而1922年（大正11年）以后的重要判例收录于《大审院判例集》（民集和刑集）。

## 沿革
- 1875年（明治8年），大审院设立于东京，取代司法省（法務省前身）裁判所。自此，负责司法行政的司法省与行使司法权的大审院形成了明确的职权划分。
- 1890年（明治23年），《裁判所构成法》（明治23年法律第6号）颁布，在大审院以下设立控诉院、地方裁判所和区裁判所等机构。
- 1947年（昭和22年），随着《日本國憲法》與《裁判所法》（昭和22年法律第59號）的施行，《裁判所构成法》被废止，大审院被撤废。

## 组织
大审院内设若干个民事部和刑事部，每部由5名判事（最初为7名）组成的合议庭进行审判。如需要变更之前的大审院的法令解释（判例变更），则根据案件性质，分别组成民事总部或刑事总部联合体，甚至民刑事总部合议庭进行审判（参照《裁判所构成法》第49条）。上述合议庭被称为联合部，根据组成，分别称为民事联合部、刑事联合部或民刑联合部。

## 与最高裁判所的比較
大审院是现在的最高裁判所的前身（参照《裁判所法施行令》第19条第2号）。对于某一个案件判决中的法律判断，如不存在最高裁判所的判例，且与大审院判例相反时，该案件会属于《民事诉讼法》上的上訴或许可抗告的对象或者《刑事诉讼法》上的上訴对象；同时，尚未被变更的大审院判決仍然具有判例的效力。
现在的最高裁判所是根据《日本国宪法》设立的，其具有司法行政监督权、最高裁判所规则制定权、违宪立法审查权等多项权限。但大审院不具备上述权限。
现今的最高裁判所法官（长官及判事）为15名，而大审院判事在1919年至1941年期间为47名，1942年为37名，1946年为31名。

## 历任院长
- 玉乃世履 1875年（明治8年）5月12日-
- 玉乃世履 1878年（明治11年）9月13日-
- 岸良兼養 1879年（明治12年）19月25日-
- 玉乃世履 1881年（明治14年）7月27日-
- 尾崎忠治 1886年（明治19年）8月12日-
- 西成度 1890年（明治23年）8月21日-
- 南部甕男 1891年（明治24年）4月8日-
- 兒島惟謙 1891年（明治24年）5月6日-
- 名村泰藏 1892年（明治25年）8月24日-
- 三好退藏 1893年（明治26年）3月3日-
- 南部甕男 1896年（明治29年）10月7日-
- 横田國臣 1906年（明治39年）7月3日-
- 富谷鉎太郎 1921年（大正10年）6月13日-
- 平沼騏一郎 1921年（大正10年）10月5日-
- 横田秀雄 1923年（大正12年）9月6日-
- 牧野菊之助 1927年（昭和2年）8月19日-
- 和仁貞吉 1931年（昭和6年）12月21日-
- 林賴三郎 1935年（昭和10年）6月13日-
- 池田寅二郎 1936年（昭和11年）3月13日-
- 泉二新熊 1939年（昭和14年）2月15日-
- 长島毅 1941年（昭和16年）1月31日-
- 霜山精一 1944年（昭和19年）9月15日-
- 細野长良 1946年（昭和21年）2月8日-

## 关联条目
- 最高裁判所
- 大理院

## 脚注
1. ↑  樱井孝一〈上诉制限〉，《講座民事诉訟法(7)》（新堂幸司編，弘文堂1985年出版）85頁。.   [2009-05-21]. （原始内容存档于2004-09-03）.。